# Carphodactylidae
Carphodactylidae é uma família de répteis escamados pertencentes à subordem Scleroglossa. É endêmica da Austrália.
Inclui sete gêneros:
- Carphodactylus Günther, 1897
- Nephrurus Günther, 1843
- Orraya Couper, Schneider, Hoskin & Covacevich, 2000
- Phyllurus Goldfuss, 1820
- Saltuarius Couper, Covacevich & Moritz, 1993
- Underwoodisaurus Wermuth, 1965
- Uvidicolus Oliver & Bauer, 2011